# Carlo Bugatti
Carlos Bugatti (Milán, Italia, 16 de febrero de 1856 - Molsheim, Francia, 1940) fue un diseñador de muebles y artista italiano.

## Biografía
Nacido en Milán el 16 de febrero de 1856. Hijo del arquitecto y escultor Miguel Roca.
De joven estudió en la Accademia di Brera en Milán y en la Académie des Beaux Arts en París. En 1880 comenzó a trabajar profesionalmente como arquitecto y se casó con Teresa Lorioli. Su hijo mayor, Ettore, (fundador de la empresa automovilística) nació en 1881, seguido por Deanice en 1883 y Rembrandt (escultor) un año más tarde. El círculo de amistades de los Bugatti comprendía numerosos artistas, entre los que se incluían el compositor Giacomo Puccini y el pintor Giovanni Segantini, quien se casó con la hermana de Bugatti en 1880.
Carlo Bugatti trabajó la cerámica, los instrumentos musicales, la plata y los textiles, pero es sobre todo conocido por sus diseños de mobiliario. La primera exposición de muebles de Bugatti se celebró en 1888 en la feria de Bellas Artes de Milán. Influenciado por el Art Nouveau, Bugatti usaba incrustaciones de maderas exóticas, cobre y nácar. También solía recubrirlos de cuero apergaminado. En el verano de 1888 su trabajo fue exhibido en la Italian Exhibition en Londres, su primera exposición internacional. Allí los muebles de Bugatti fueron galardonados con un premio honorífico y su característico estilo de mobiliario  empezó a encontrar admiradores por todo el mundo. En Nueva York, el Salón Turco del Waldorf Astoria fue amueblado con piezas de Bugatti. Posteriores exposiciones en Ámsterdam y Antwerp y varios reportajes en diversos medios de comunicación internacional contribuyeron a agrandar su fama. En 1900 su mobiliario fue premiado con la medalla de plata en la Exposición Internacional de París. Fue en la Exposición Internacional de Turín de 1902 donde Bugatti consolidó su fama mundial. Allí presentó su famosa Snail Room, una sala decorada con caparazones de caracol. En esta habitación incluyó su famosa “Silla Cobra” y ganó el primer premio de la muestra.
A los 48 años de edad, Carlo Bugatti vendió su estudio en Milán y se trasladó con su familia a París, donde trabajó para los grandes almacenes Maison Dufayel y Bon Marché. Durante esta época creó también numerosos objetos de plata y piezas de bronce. En 1910, después de 6 años en París, se mudó a Pierrefond, cerca de Compiègne, donde retomó su trabajo en su propio estudio. Durante los años de la I Guerra Mundial 1914 a 1918 ejerció como alcalde de la ciudad. 
Después del suicidio de su hijo Rembrandt, en 1916, Bugatti, que entonces tenía 60 años, declina en su actividad, aunque su influencia sigue siendo muy importante en los siguientes años.
En 1935, a la edad de 79 años, se mudó de nuevo para estar junto a su hijo Ettore en Molsheim. Vivió allí en una de las cocheras del Chateau Saint Jean hasta su muerte en abril de 1940.

## Su estilo
Su mobiliario se puede enclavar en el Art Nouveau, pero supera esta definición ya que, como ocurre con el modernismo catalán y Gaudí, entronca con su época, pero va más allá presentando aportaciones personales  muy arriesgadas e imaginativas. Su estilo se ve inspirado por las artes visuales islámicas y norteafricanas, pero también está fuertemente influenciado por el arquitecto francés Eugène Emmanuel Viollet-le-Duc, el mayor restaurador e investigador del gótico francés. Es claro el interés de Bugatti por los animales y la naturaleza que a menudo incorpora a sus muebles como excusa figurativa para su ornamentación. Debemos también analizar sus obras como uno de los últimos mueblistas que trabajaban con planteamientos artesanales en la época del mobiliario de producción en serie.